# Старе Ґуміно
Старе Ґуміно (пол. Stare Gumino) — село в Польщі, у гміні Дзежонжня Плонського повіту Мазовецького воєводства.
Населення — 118 осіб (2011).
У 1975-1998 роках село належало до Цехановського воєводства.

## Демографія
Демографічна структура станом на 31 березня 2011 року:
|          | Загалом | Допрацездатний вік | Працездатний вік | Постпрацездатний вік |
| -------- | ------- | ------------------ | ---------------- | -------------------- |
| Чоловіки | 59      | 10                 | 40               | 9                    |
| Жінки    | 59      | 13                 | 28               | 18                   |
| Разом    | 118     | 23                 | 68               | 27                   |